# Muzej Hunana
Muzej Hunana (kin. 湖南省博物馆) je muzej kineske pokrajine Hunan koji izgrađen od 1951. do lipnja 1956. god. kada je otvoren za javnost.  Smješten je u glavnom gradu pokrajine, Changsha, na adresi Dongfeng Lu br. 50, odmah uz Park mučenika revolucije. Muzej Hunana posjeduje preko 180.000 povijesno značajnih predmeta od dinastije Zhou do posljednje dinastije Qing, smješteno na 51.000 hektara prostora u muzeju.
Pokrajinski muzej Hunana je jedan od najposjećenijih muzeja u Kini, te je 2018. god. zabilježio 3.600.000 posjetitelja, prema čemu je bio 5. u Kini.

## Povijest
Muzej Hunan prvi je put izgrađen 1951. godine i otvoren je za javnost u srpnju 1956. godine. U srpnju 1974. god. otvorena je Izložbena dvorana kulturnih relikvija otkrivenih u mauzoleju Mawangdui u Changsha. Nova izložbena zgrada dovršena je i otvorena 13. siječnja 2003. godine. 
Dana 18. lipnja 2012., muzej je zbog rekonstrukcije zatvorio vrata za javnost. Kineska centralna likovna akademija, uz pomoć japanske arhitektice Arate Isozaki, dizajnirala je sadašnju zgradu. Izgradnja je započela 2012., a muzej je dovršen 2017. godine. Muzej je ponovno otvoren široj javnosti 29. studenoga 2017. god. Nova zgrada se prostire na oko 49.000 m², s mogućom površinom proširenja do 91.000 m².

## Kolekcija
Muzej čuva veliki broj artefakata iskopanih iz Han grobnice Mawangdui, uključujući i dvije tisuće godina i čudesno očuvan ženski leš Xin Zhui (dama Dai, 辛追, preminula 168. pr. Kr., supruge markiza Li Canga (preminuo 186. pr. Kr.) kancelara vazalnog kraljevstva Changsha) iz grobnice Mawangdui, oslikana pogrebni barjak od svile, te svilene knjige koje sadrže tekstove iz politike, ekonomije, filozofije, povijesti, astronomije, geografije, medicine, itd. Mawangdui je poznata grobnica smještena 22 kilometra istočno od Changsha. U njoj su otkriveni brojni artefakti iz dinastije Han, kao što su svileni pogrebni natpisi koji su okruživali grobnicu, zajedno s mnoštvom klasičnih tekstova. Grob dame Dai u Mawangdui je dobro poznat zbog dobro očuvanog stanja pokojne; znanstvenici su uspjeli otkriti krv, provesti obdukciju i utvrđeno je kako je umrla od srčane bolesti zbog loše prehrane.
Mnogi su brončani predmeti, pronađeni u Hunanu, također izloženi u muzeju. Ostali važni eksponati uključuju „Deset novih otkrića hunanske arheologije”, djela poznatih kaligrafa i slikara.
- Brončana posuda s četverokutnim ovnovima, dinastija Shang (1600.-1046. pr. Kr.)
- Brončana posuda s ljudskim licima (Wo Fang Ding), dinastija Shang
- Brončana posuda Min Er Quan, dinastija Shang
- Brončani bubanj, Razdoblje zaraćenih država (475.-221. pr. Kr.)
- Changsha zmaj, slika na svili iz Razdoblja zaraćenih država
- Rekonstrukcija grobnica Mawangduija, Zapadni Han, 2. stoljeće pr. Kr.
- leš Xin Zhui (dama Dai) iz grobnice Mawangdui.
- Voštani lik gospođe Xin Zhui, stare oko 37 godina, s izvornim nakitom.
- Knjige na svili Ma Wangduija
- Mawangdui pogrebni barjak od svile
- Oslikana keramička vaza iz vremena rane Zapadne dinastije Han, ukrašena bareljefima zmajeva, feniksa i taotia.
- Keramički lonac u Changsha stilu
- Porculanske vaze, dinastija Sung
- Dashi tanjur, dinastija Yuan
- Qiu Ying, Ribolov ispod slatkih kineskih desni, rano 16. st.
- Ma Quan, Grožđe i mantis (葡萄螳螂图), 18. st.
- Huang Shen, Magu s vazom i jelenom, tuš na papiru, 1766.
- Ju Lian, Peonije i leptiri, 19. st.

## Vanjske poveznice
|  | Zajednički poslužitelj ima još gradiva o temi Muzej Hunana |

- Službene stranice muzeja (kin.) (engl.)

28°12′55″N 112°59′16″E / 28.21528°N 112.98778°E